# Down in Albion
Down in Albion – debiutancki album angielskiej grupy Babyshambles.
Down in Albion został wydany 14 listopada 2005 roku przez wytwórnię Rough Trade Records. Przez premierą materiał przeciekł do sieci i był dostępny w internecie już 19 października 2005. Album został wyprodukowany przez Micka Jonesa.
Down in Albion został pomyślany jako album konceptualny, opowiadający historię o pięknej i bestii. Krążek otrzymał mieszane recenzje, w ogólnym odczuciu krytyków brzmi „leniwie”, zarzuca mu się, że przez kiepską produkcję nie dorasta do standardu wyznaczonego przez poprzednie nagrania Doherty'ego. Album został oceniony jako odchodzący od stylu The Libertines. Parę piosenek z tej płyty zadebiutowało wcześniej, na różnych sesjach nagraniowych The Libertines, poprzedniego zespołu Pete’a Doherty'ego, co wzbudziło wiele kontrowersji wśród fanów grupy. W pierwszej piosence „La Belle et la Bête” (franc. „Piękna i Bestia”) głosu użycza ówczesna narzeczona Doherty'ego Kate Moss, a „Pentonville” zostało współstworzone przez The General, muzyka, którego Doherty poznał w więzieniu Pentonville podczas odbywania kary.
Okładka została wykonana przez Pete’a Doherty'ego.

## Lista utworów
1. „La Belle et la Bête” (featuring Kate Moss) (Pete Doherty, Chevalley, Peter Wolfe) – 5:05
2. „Fuck Forever” (Doherty, Patrick Walden) – 4:37
3. „Á Rebours” (Doherty) – 3:23
4. „The 32nd of December” (Doherty) – 3:08
5. „Pipedown” (Doherty, Walden) – 2:35
6. „Sticks & Stones” (Doherty, Wolfe) – 4:51
7. „Killamangiro” (Doherty) – 3:13
8. „8 Dead Boys” (Doherty, Walden) – 4:16
9. „In Love with a Feeling” (Doherty, Walden) – 2:51
10. „Pentonville” (Doherty, General Santana) – 3:49
11. „What Katy Did Next” (Doherty) – 3:07
12. „Albion” (Doherty) – 5:24
13. „Back from the Dead” (Doherty, Wolfe) – 2:52
14. „Loyalty Song” (Doherty, Walden) – 3:32
15. „Up the Morning” (Doherty, Walden) – 5:43
16. „Merry Go Round” (Doherty) – 5:22